# Escombres-et-le-Chesnois
Escombres-et-le-Chesnois település Franciaországban, Ardennes megyében. Lakosainak száma 343 fő (2022. január 1.). Escombres-et-le-Chesnois Messincourt, Pouru-aux-Bois, Pouru-Saint-Remy, Sachy és Bouillon községekkel határos.

## Népesség
A település népességének változása:
| Lakosok száma | 303  | 240  | 278  | 321  | 368  | 364  | 349  | 347  | 344  | 343  |
|               | 1968 | 1982 | 1990 | 2006 | 2013 | 2015 | 2017 | 2019 | 2020 | 2022 |